# België op het Eurovisiesongfestival 2003
België nam deel aan het Eurovisiesongfestival 2003 in Riga, Letland. Het was de 45ste deelname van het land op het Eurovisiesongfestival. Urban Trad werd intern gekozen om het land te vertegenwoordigen. De RTBF was verantwoordelijk voor de Belgische bijdrage voor de editie van 2003.

## Selectieprocedure
Meteen na het Eurovisiesongfestival 2002 kondigde de RTBF aan te zullen deelnemen aan de volgende editie van het festival. De omroep nodigde platenmaatschappijen uit om artiesten voor te stellen voor deelname. Reeds op 18 december 2002 maakte de Belgische openbare omroep bekend Urban Trad naar Riga te zullen sturen.

## In Riga
België trad op als 22ste deelnemer van de avond, na Letland en voor Estland. Na een ongemeen spannende jureringthriller eindigde België op de tweede plaats van 26 deelnemers, met amper twee punten minder dan winnaar Turkije. Het was de beste prestatie van België sinds de overwinning in 1986. Door deze goede klassering mocht België ook rechtstreeks naar de finale van het volgende Eurovisiesongfestival, waar voor het eerst een halve finale zou worden gehouden.

### Gekregen punten

#### Finale
| 12 punten                    | 10 punten                                                          | 8 punten                                    | 7 punten            | 6 punten               |
| ---------------------------- | ------------------------------------------------------------------ | ------------------------------------------- | ------------------- | ---------------------- |
| - Frankrijk - Polen - Spanje | - Bosnië en Herzegovina - Ierland - Letland - Nederland - Oekraïne | - Estland - Griekenland - Israël - Roemenië | - IJsland - Turkije | - Duitsland - Portugal |
| 5 punten                     | 4 punten                                                           | 3 punten                                    | 2 punten            | 1 punt                 |
| - Verenigd Koninkrijk        | - Oostenrijk                                                       | - Cyprus - Noorwegen - Rusland - Slovenië   |                     |                        |

### Punten gegeven door België

#### Finale
Punten gegeven in de finale:
| 12 punten | Turkije    |
| 10 punten | Spanje     |
| 8 punten  | Nederland  |
| 7 punten  | Rusland    |
| 6 punten  | Noorwegen  |
| 5 punten  | Polen      |
| 4 punten  | Zweden     |
| 3 punten  | IJsland    |
| 2 punten  | Oostenrijk |
| 1 punt    | Ierland    |